# Alley Cat (film)
Alley Cat è un film statunitense del 1984 diretto da Victor Ordoñez, Edward Victor e Al Valletta.

## Trama
Bille, esperta di arti marziali ferma una banda che stava per rubarle l'auto ma non riesce a impedire che uccidano sua nonna, e Billie nonostante sia testimone dell'accaduto decide di eludere la polizia e di prendere in mano la situazione organizzando i piani di vendetta.